# Ермаков, Никита Владленович
Ники́та Владле́нович Ермако́в (род. 19 января 2003, Сызрань, Самарская область) — российский футболист, полузащитник клуба «Пари Нижний Новгород».

## Клубная карьера

### ЦСКА
Воспитанник московского ЦСКА. 12 мая 2022 года подписал контракт с армейским клубом. В июне 2022 года был привлечён к тренировкам с основной командой для подготовки к сезону 2022/23. 16 июля в матче чемпионата России против «Урала» (2:0) он дебютировал за ЦСКА, выйдя на замену в конце игры. 31 августа 2022 года в матче группового этапа Кубка России против московского «Торпедо» (0:2) Ермаков забил дебютный мяч за ЦСКА, став 50-м игроком ЦСКА, открывшим счёт в матчах Кубка России. 26 ноября в матче группового этапа Кубка России отметился забитым мячом в ворота «Сочи» (1:2).
29 апреля 2023 года, выйдя на замену, принял участие в матче чемпионата России против «Ахмата» (1:3), тем самым выйдя на замену в 22-м матче чемпионате России подряд, что стало новым рекордом для игроков ЦСКА. По итогам сезона 2022/23 вместе с ЦСКА завоевал серебряные медали чемпионата России. 11 июня 2023 года стал обладателем Кубка России.
15 июля 2023 года Ермаков принял участие в матче за Суперкубок России против «Зенита» (0:0 в основное время, 4:5 в серии пенальти), выйдя на замену в конце второго тайма. В послематчевой серии одиннадцатиметровых ударов не забил решающий пенальти.
26 июля в матче группового этапа Кубка России против «Оренбурга» (0:6) он отметился забитым мячом, а также двумя ассистами.

### «Пари Нижний Новгород»
28 декабря 2023 года был отдан в аренду с правом выкупа в «Пари НН» до конца сезона 2023/24. 3 марта 2024 года в матче чемпионата России против «Факела» (1:1) он дебютировал за «Пари НН». 29 мая и 1 июня 2024 года принимал участие в стыковых матчах против тульского «Арсенала» (первый матч 1:2, ответный матч 0:2 (3:2 общий счёт)).
16 июня 2024 года «Пари НН» выкупил Ермакова у ЦСКА. Игрок подписал контракт до 10 июня 2028 года. 5 октября 2024 года в матче чемпионата России против «Акрона» (2:2) он отметился первым результативным действием за «Пари НН», отдав голевую передачу на Зе Турбо.

## Достижения
ЦСКА (Москва)
- Обладатель Кубка России: 2022/23
- Серебряный призёр чемпионата России: 2022/23
- Финалист Суперкубка России: 2023

## Клубная статистика
| Выступление      | Выступление      | Выступление      | Лига | Лига | Кубки | Кубки | Другие | Другие | Итого | Итого |
| Клуб             | Лига             | Сезон            | Игры | Голы | Игры  | Голы  | Игры   | Голы   | Игры  | Голы  |
| ---------------- | ---------------- | ---------------- | ---- | ---- | ----- | ----- | ------ | ------ | ----- | ----- |
| ЦСКА (Москва)    | Премьер-лига     | 2022/23          | 22   | 0    | 9     | 2     | —      | —      | 31    | 2     |
| ЦСКА (Москва)    | Премьер-лига     | 2023/24          | 5    | 0    | 4     | 1     | 1      | 0      | 10    | 1     |
| ЦСКА (Москва)    | Итого            | Итого            | 27   | 0    | 13    | 3     | 1      | 0      | 41    | 3     |
| Пари НН          | Премьер-лига     | → 2023/24        | 12   | 0    | 0     | 0     | 2      | 0      | 14    | 0     |
| Пари НН          | Премьер-лига     | 2024/25          | 23   | 0    | 3     | 0     | 1      | 0      | 27    | 0     |
| Пари НН          | Премьер-лига     | 2025/26          | 1    | 0    | 0     | 0     | 0      | 0      | 1     | 0     |
| Пари НН          | Итого            | Итого            | 36   | 0    | 3     | 0     | 3      | 0      | 42    | 0     |
| Всего за карьеру | Всего за карьеру | Всего за карьеру | 63   | 0    | 16    | 3     | 4      | 0      | 83    | 3     |

1. ↑  Суперкубок России, Переходные (стыковые) матчи Первая лига — РПЛ.